# Донцов, Иван Васильевич
Иван Васильевич Донцо́в (22 августа 1922, Карачун, Рамонский район — 27 августа 2014, Москва) — советский и российский лётчик и государственный служащий, заслуженный пилот СССР.

## Биография

### Ранние годы
Иван Донцов родился 22 августа 1922 года в селе Карачун (Россошанский район, Воронежская область). В 1941 году он был призван на военную службу в РККА. В 1943 году окончил учебную эскадрилью Гражданского воздушного флота (ГВФ). Затем служил пилотом-инструктором в Азербайрджанском управлении ГВФ, готовил пилотов для операций ГВФ на фронтах Великой Отечественной войны. Демобилизован в 1946 году в звании старшего лейтенанта.

### Работа в гражданской авиации
После войны Донцов летал несколько лет командиром самолёта Ли-2. В 1950 году был назначен заместителем командира лётного отряда Азербайджанского управления гражданской авиации (УГА) СССР. В этом УГА Донцов работал до 1957 года и вырос до заместителя начальника управления по лётной службе.
Дальнейшая профессиональная карьера:
1967—1970 — командир Шереметьевского объединенного авиаотряда Полярного УГА СССР;
1970—1986 — на руководящих должностях в Центральном управлении местных воздушных линий, затем в Главной инспекции гражданской авиации Министерства гражданской авиации СССР (МГА СССР) и начальником Управления лётной службы МГА СССР;
1986—1992 — начальник Управления по надзору за безопасностью полётов в Госавианадзоре СССР.
За 40 лет работы Донцов налетал свыше 20 тысяч часов и освоил 12 типов самолётов.

### Смерть
Иван Васильевич Донцов умер 27 августа 2014 года в Москве.

## Награды и звания
- Орден Ленина (1963) [3]
- Орден Трудового Красного Знамени (дважды)[3]
- Орден «Знак Почёта»[3]
- Заслуженный пилот СССР[3]